# Meta Warrick Fuller
Meta Vaux Warrick Fuller nacida como Meta Vaud Warrick (9 de junio de 1877 – 18 de marzo de 1968) fue una artista afroamericana notable por destacar en sus obras los temas afrocéntricos. Era conocida como una artista multitalentosa que escribió poesía, pintó y esculpió, pero sobre todo, lo que la hizo más famosa fue su escultura. A finales del siglo XX, había logrado conseguir una reputación como gran escultora en París, antes de regresar a los Estados Unidos. Era la protegida de Auguste Rodin, y ha sido descrita como "una de las artistas negras más imaginativas de su generación. Fuller creó un trabajo con fuertes comentarios sociales, hizo una escultura de Mary Turner, una joven mujer negra embarazada que fue linchada en Georgia en 1918 el día después de protestar por el linchamiento de su esposo. Warrick es considerada una precursora del Renacimiento de Harlem, un movimiento entre los afroamericanos que promovió su literatura y arte.

## Primeros años
Meta Vaux Warrick nació en Filadelfia, Pensilvania. Sus padres fueron Emma (née Jones) Warrick, una esteticista, y William H. Warrick, un barbero, ambos considerados cargos influyentes. Los barberos a menudo tenían poderosos clientes blancos. Fue nombrada después de Meta Vaux, la hija del senador Richard Vaux, uno de los clientes de su madre.
La gran comunidad negra de Filadelfia era social e intelectualmente activa. Warrick se entrenó en arte, música, danza y equitación. En el siglo XX, miles de negros de las zonas rurales vinieron del Sur en la Gran Migración, estimulando el crecimiento de numerosas organizaciones e instituciones negras. Los ricos recursos culturales hicieron posible que la sociedad negra de la clase media prospere. La educación, el enriquecimiento cultural y la actividad social fueron alentados y esperados en la familia de Warrick. Ella estaba entre las pocas seleccionadas de las escuelas públicas de Filadelfia para asistir a la escuela de arte de J. Liberty Tadd.
Su educación artística y sus influencias artísticas comenzaron en casa, ya que su padre estaba interesado en la escultura y la pintura. Su hermana mayor, que más tarde se convirtió en una esteticista como su madre, tenía interés en el arte y conservaba la arcilla con la que Meta podía jugar. Su hermano y su abuelo la entretenían y la fascinaban con interminables historias de terror. Estas influencias en parte moldearon su escultura, ya que finalmente progresó en un artista internacionalmente entrenado conocido como "el escultor de los horrores".

## Educación

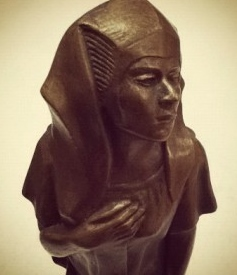
Meta Vaux Warrick Fuller, Ethiopia Awakening, escultura de bronce, 1910

La carrera de Warrick como artista comenzó después de que uno de sus proyectos de secundaria fuera elegido para ser incluido en la Exposición Colombiana Mundial de 1893 en Chicago. Con base en este trabajo, ganó una beca para el Museo y la Escuela de Arte Industrial de Pensilvania (PMSIA) (ahora la Facultad de Arte y Diseño de la Universidad de las Artes) en 1894, donde surgió su don para la escultura. No dispuesta a limitarse a temas tradicionalmente "femeninos", ocasionalmente esculpió piezas influenciadas por la espantosa imaginería de la literatura y pintura simbolista de fines de siglo, una elección que representaba un raro acto de independencia por parte de una mujer artista. En 1898, ella recibió su diploma y certificado de maestra.
Después de graduarse en 1899, viajó a París, Francia, donde estudió con Raphaël Collin, trabajando en escultura en la Académie Colarossi y dibujando en la École des Beaux-Arts. Warrick tuvo que lidiar con la discriminación racial en el American Women's Club, donde se le negó el alojamiento aunque ella había hecho las reservas antes de llegar a la ciudad. El pintor Henry Ossawa Tanner, un amigo de la familia, encontró alojamiento para ella y la presentó a su círculo de amigos.
El trabajo de Warrick creció más fuerte en París, donde estudió hasta 1902. Influenciado por el realismo conceptual de Auguste Rodin, se hizo tan experta en representar con sensibilidad la espiritualidad del sufrimiento humano que la prensa francesa la llamó "la delicada escultora de los horrores". En 1902, se convirtió en la protegida de Rodin. De su dibujo en yeso titulado Hombre comiéndose el corazón, Rodin comentó: "Hija mía, eres un escultor, tienes la sensación de la forma en los dedos".

## Carrera

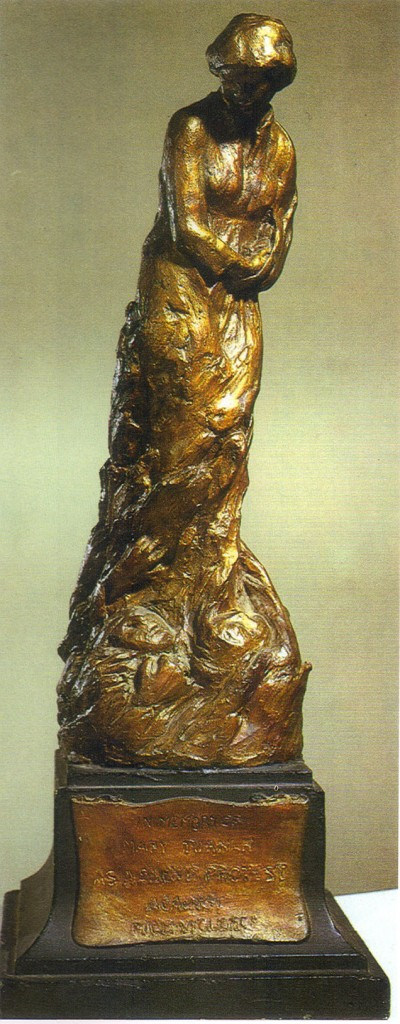
Meta Vaux Warrick Fuller, Mary Turner, escultura de yeso pintado,1919

El Museo Danforth, que tiene una gran colección de sus obras, afirma que Fuller es "generalmente considerada una de las primeras escultoras afroamericanas de importancia". Ella creó el trabajo de la experiencia afroamericana que fue revolucionario. Representaban el arte, la naturaleza, la religión y la nación. Se la considera parte del Renacimiento de Harlem, un florecimiento de afroamericanos que hacen arte de diversos géneros, literatura, obras de teatro y poesía.

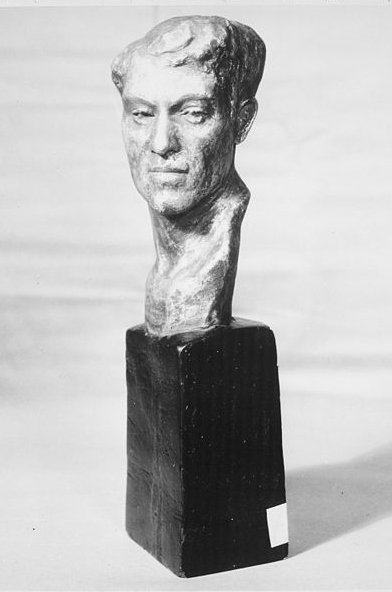
Dark Hero, National Archivos Nacionales y Administración de Registros, College Park, Maryland

### París
En París, conoció al sociólogo estadounidense W.E.B. DuBois, quien se convirtió en un amigo y confidente de por vida. Animó a Warrick a dibujar temas africanos y afroamericanos en su trabajo. Conoció a un hombre llamado Auguste Rodin que la empujó hacia lo que más le gustaba y lo mejor para esculpir. Su verdadero mentor fue Henry Ossawa Tanner mientras aprendía de Raphaël Collin. Al final de su tiempo en París, era ampliamente conocida y había tenido sus obras expuestas en muchas galerías. Samuel Bing, patrón de Aubrey Beardsley, Mary Cassatt y Henri de Toulouse-Lautrec, reconoció sus habilidades al patrocinar una exposición individualizada que incluyó el Salón del Art Nouveau de Siegfried Bing (Maison de l'Art Nouveau). En 1903, justo antes de que Warrick regresara a los Estados Unidos, dos de sus obras, The Wretched and The Impenitent Thief, se exhibieron en el Salón de París.

### Estados Unidos
Al regresar a Filadelfia en 1903, Warrick fue rechazada por miembros de la escena artística de Filadelfia por su raza y porque, según dijeron, su arte era "doméstico". Sin embargo, este tratamiento no evitó que Fuller se convirtiera en la primera mujer afroestadounidense en recibir una comisión gubernamental de los EE. UU. creó varios dioramas que representan eventos históricos afroamericanos para la Exposición del tercer centenario de Jamestown. Ella exhibió en la Academia de Bellas Artes de Pensilvania en Filadelfia en 1906, que era un centro de arte en la ciudad. La exhibición incluyó catorce dioramas y 130 figuras de yeso que representan escenas como la llegada de esclavos a Virginia en 1617 y la vida hogareña de los pueblos negros.
Warrick exhibió nuevamente en la Academia de Bellas Artes de Pensilvania en 1908. En 1910, un incendio en un almacén en Filadelfia, donde guardó herramientas y almacenó numerosas pinturas y esculturas, destruyó sus herramientas y las pinturas y esculturas que tenía creado y almacenado de los 16 años anteriores. Las pérdidas fueron emocionalmente devastadoras para ella.
Meta Fuller construyó un estudio en la parte trasera de su casa, algo a lo que su esposo, el Dr. Fuller, se opuso totalmente. Entre los deberes domésticos ella esculpió escenas religiosas tradicionales. Ella conservó su interés en las obras religiosas a pesar de que ella y su familia habían sido objeto de discriminación racial por parte de sus vecinos y feligreses de la iglesia, por lo que ella dejó la iglesia. A pesar de que estaba ocupada criando a sus tres hijos, Fuller también trabajó constantemente en sus esculturas.
Una de sus obras más famosas, Etiopía, fue una escultura que creó para 'America's Making Exhibition' en 1921. Este evento tenía como objetivo destacar las contribuciones de los inmigrantes a la sociedad y cultura artística de los Estados Unidos. Esta escultura se presentó en la "sección coloreada" de la exposición y simbolizaba una nueva identidad negra que surgía a través del Renacimiento de Harlem. Representaba el orgullo de los afroamericanos por el patrimonio y la identidad africanos y negros.
Fuller expuso en la Academia de Bellas Artes de Pensilvania en 1920. En 1922, se presentó en la Biblioteca Pública de Boston, y su obra se incluyó en una exhibición para la Tanner League celebrada en los estudios de Dunbar High School en Washington D. C. las comisiones la mantuvieron empleada, pero ella no fue alentada ni nutrida, como lo fue en París, donde su genio artístico fue exaltado. Además, un incendio sospechoso en 1910 destruyó el almacén en el que se encontraba la mayor parte del trabajo que había creado durante 16 años. Fuller era, en ese momento de su vida, económicamente dependiente de su familia, socialmente separada de los contactos afroamericanos, y desolada por su carrera.
Meta Vaux Warrick Fuller murió el 13 de marzo de 1968, en el Hospital Cardinal Cushing en Framingham.
Warrick Fuller veía la escultura como una forma de expresarse personalmente. Su trabajo fue presentado en 1988 en una exposición itinerante en Crocker Art Museum, junto con los artistas Aaron Douglas, Palmer C. Hayden y James Van Der Zee. Su trabajo también fue presentado en una exposición itinerante llamada "Tres generaciones de mujeres afroamericanas escultoras: un estudio en paradoja", en Georgia en 1998.

## Poema
Su poema "Departure" fue incluido en la colección de 1991, Now is Your Time! The African-American Struggle for Freedom.
El tiempo está cerca (la renuencia dejada de lado)
Veo la barca a flote sobre la marea menguante
Mientras estoy en la costa, mis amigos y seres queridos se ponen de pie.
Les saludo con la mano, alegres y alegres,
Entonces toma mi lugar con Charon a la cabeza,
Y vuélvete a saludarles.
Oh, que el viaje no sea arduo ni largo,
Pero haciendo eco con cantos y canciones alegres,
Que pueda contemplar con reverencia y gracia,
La maravillosa visión del rostro del Maestro.

## Matrimonio y familia
En 1907, Warrick se casó con un médico, el Dr. Solomon Carter Fuller. De nacimiento en Liberia, el Dr. Fuller fue uno de los primeros psiquiatras negros en los Estados Unidos. Cuando se casaron, él estaba entre el personal del departamento de patología del Hospital Estatal de Westborough en Westborough, Massachusetts. La pareja se estableció en Framingham, Massachusetts, en 1910 y tuvieron tres hijos.
A los vecinos blancos les molestaba la familia negra de Warrick y Carter. Intentaron deshacerse de ellos por medio de una petición y los aislaron de los asuntos del vecindario. Ella dejó la iglesia a la que acudía después de haber sido tratada con racismo por parte de los feligreses. El Dr. Fuller murió en 1953. Su hijo Robert Fuller ha trabajado como maestro en Framingham High School.

## Trabajos
El Museo Danforth tiene una gran colección de esculturas de Fuller. Muchas fueron exhibidas en una muestra retrospectiva individual de su trabajo desde noviembre de 2008 hasta mayo de 2009.
- Bacchante, painted plaster sculpture, 1930.[20]
- Ethiopia, bronze sculpture, greenish-black patina,1930.[20]
- Ethiopia Awakening, bronze sculpture, 1910.[8]
- Emancipation, in plaster, 1913; in bronze, 1999.[21]
- Henry Gilbert, painted plaster sculpture, 1928.[20]
- Jason, painted plaster sculpture, Danforth Museum.[6][20]
- Les Miserables, bronze sculpture, Maryhill Museum of Art, Goldendale, Washington.[20]
- Lazy Bones in the Shade, sculpture, 1937.[20]
- Man Eating Out His Heart, painted plaster sculpture, 1905-1906. It represents a kneeling male nude eating his heart.[20]
- Mary Turner (A Silent Protest Against Mob Violence), painted plaster sculpture, 1919, Museum of Afro-American History, Boston, Massachusetts.[20]
- Mother and Child, cast bronze sculpture, 1962, Massachusetts Institute of Technology.[20]
- Phyllis Wheatley (c. 1753-1784), painted plaster sculpture, . It was made based upon an engraving published in 1773.[20]
- Refugee, sculpture, . Hunched male figure with a cane in his hand.[20]
- Talking Skull, bronze sculpture, 1937, Museum of Afro-American History, Boston, Massachusetts. Kneeling male figure facing a skull.[20]
- The Good Shepherd, painted plaster sculpture 1926-1927.[20]
- Waterboy, sculpture, 1930.[20]

## Legado
Una mujer religiosa con una fe profunda, Fuller creó al menos una pieza de arte religioso anualmente. En varias ocasiones, ella era una escultora literaria, y otras una creadora de retratos, que estudió con Charles Grafly en la Academia de Bellas Artes de Pensilvania. Aunque declaró que no podía especializarse en tipos afroamericanos, Fuller se convirtió en una de las cronistas más efectivas de la experiencia del negro en el contexto de los Estados Unidos.
Fuller es conocida por la escultura que representa las crisis y la tristeza de la vida afroamericana. Estos incluyen: Ethiopia Awakening (1914), Mary Turner: A Silent Protest Against Mob Violence (1919), y Talking Skull (1937). Ethiopia Awakening, extraído de conceptos escultóricos egipcios, es una escultura académica de una mujer africana que sale de las envolturas de una momia, como una crisálida de un capullo, representaba su declaración sobre la conciencia negra en África y en los Estados Unidos.
Mary Turner fue su respuesta al linchamiento de una mujer negra de Valdosta, Georgia. Otras respuestas artísticas al asesinato de Turner incluyen una historia corta, "Goldie", de la contemporánea Warrick Fuller Angelina Weld Grimke. Talking Skull exploró temas de vida o muerte en el contexto de un cuento popular africano.
Fuller continuó exhibiendo su trabajo hasta su último show (1961) en la Universidad Howard (Washington D. C.) en 1961.